# إبرحوتن (إزروالن)
إبرحوتن هو دُوَّار يقع بجماعة سنادة، إقليم الحسيمة، جهة طنجة تطوان الحسيمة في المملكة المغربية. ينتمي الدوّار لمشيخة إزروالن التي تضم 9 دواوير. يقدر عدد سكانه بـ 344 نسمة حسب الإحصاء الرسمي للسكان والسكنى لسنة 2004.

## روابط خارجية
- البوابة الوطنية للجماعات الترابية
- المندوبية السامية للتخطيط